# Савко, Алексей Сергеевич
Алексей Сергеевич Савко (род. 18 марта 1997 года в Берестовицком районе) – белорусский блогер (тиктокер), актёр и спортсмен. Имеет 6,8 миллионов подписчиков в TikTok и является одним из самых популярных и высокооплачиваемых тиктокеров России.

## Биография
Родился 18 марта 1997 года в Берестовицком районе Гродненской области. Окончил среднюю школу в Гродно. Под псевдонимом MC Big Man выступал со своими хип-хоп композициями на вечеринках, также был ведущим шоу в ночных клубах. Снялся в клипе группы «Ляпис Трубецкой».
В 2017 году окончил актёрское отделение Гродненского колледжа искусств. В том же году стал чемпионом Республики Беларусь по пауэрлифтингу среди инвалидов опорно-двигательного аппарата в категории до 60 кг. За это достижение получил звание мастера спорта Республики Беларусь.
С 2018 года ведёт свой канал в TikTok. В 2018 году переехал в Москву, где начал сниматься в кино. Играл в сериалах «Гранд», «Улица», «ИП Лунегов».

## Фильмография
- 2018 – «Гранд» – гость отеля (4-я серия)
- 2018 – «Улица» – Фил, владелец оружейного магазина (8 серий)
- 2020 – «ИП Лунегов»